# Липанський потік
Липанський  потік (словац. Lipiansky potok) — річка в Словаччині, ліва притока Ториси, протікає в окрузі  Сабінов.
Довжина — 11.6 км. Витік знаходиться в масиві Чергівські гори — на висоті приблизно 1050 метрів (схил Мінчолу). Протікає територією сіл Камениця і міста Липани
Впадає у Торису на висоті приблизно 375 метрів.
Притоки
- праві
  - безіменний
  - Бескидський потік[3]
- ліві
  - безіменні